# Kartalspor Kulübü
Il Kartalspor Kulübü è una società calcistica con sede ad Istanbul, in Turchia. Milita nel girone di Istanbul della Amatör Futbol Ligleri, il sesto livello del campionato turco di calcio.
Fondato nel 1949, il club gioca le partite in casa allo stadio Kartal. I colori sociali sono il viola ed il bianco.

## Rosa
| N. |                    | Ruolo | Calciatore         |
| -- | ------------------ | ----- | ------------------ |
| 1  | Turchia (bandiera) | P     | Kaya Tarakci       |
| 4  | Brasile (bandiera) | D     | Deyvison           |
| 5  | Turchia (bandiera) | D     | Sabutay Bayülken   |
| 6  | Turchia (bandiera) | C     | Ahmet Güney        |
| 7  | Turchia (bandiera) | C     | Efecan Karaca      |
| 8  | Turchia (bandiera) | C     | Mesut Kumcuoğlu    |
| 9  | Turchia (bandiera) | A     | Yaser Yildiz       |
| 10 | Turchia (bandiera) | C     | Savas Taga         |
| 11 | Turchia (bandiera) | A     | Timucin Ascigil    |
| 15 | Turchia (bandiera) | D     | Onur Nasuhogullari |
| 20 | Turchia (bandiera) | C     | Fatih Gül          |
| 22 | Turchia (bandiera) | C     | Olgay Coskun       |

| N. |                    | Ruolo | Calciatore       |
| -- | ------------------ | ----- | ---------------- |
| 23 | Turchia (bandiera) | P     | Osman Simsek     |
| 36 | Turchia (bandiera) | D     | Anil Sahin       |
| 52 | Turchia (bandiera) | A     | Ferdi Basoda     |
| 53 | Turchia (bandiera) | A     | Ersel Asliyüksek |
| 54 | Turchia (bandiera) | D     | Mehmet Uslu      |
| 55 | Turchia (bandiera) | D     | Ethem Pülgir     |
| 61 | Turchia (bandiera) | P     | Ersen Cilingir   |
| 77 | Turchia (bandiera) | D     | Ugur Akdemir     |
| 87 | Turchia (bandiera) | C     | Erhan Kavak      |
| 91 | Turchia (bandiera) | D     | Okan Yıldız      |
| 99 | Turchia (bandiera) | A     | Burak Akdis      |

## Statistiche

### Partecipazioni ai campionati
- TFF 1. Lig: 1988-2001, 2007-2013
- TFF 2. Lig: 1984-1988, 2001-2007, 2013-2016
- TFF 3. Lig: 2016-2017
- Bölgesel Amatör Lig: 2017-2019
- Amatör Futbol Ligleri: 2019-

## Palmarès

### Competizioni nazionali
- TFF 3. Lig: 1

1987-1988

### Altri piazzamenti
- TFF 2. Lig:

Secondo posto: 2006-2007